# Happy Christmas
Pour le film suédois, voir Happy Christmas!.
Cet article possède un paronyme, voir Happy Xmas.
Albums de Jessica Simpson
Playlist : The Very Best of Jessica Simpson
(2010)
Singles
1. My Only Wish
Sortie : 11 novembre 2010

Happy Christmas est le septième album et second album de Noël de la chanteuse américaine Jessica Simpson, sorti le 22 novembre 2010. Produit par Kuk Harrell, Aaron Pearce, Christopher Stewart et The-Dream, il est également le premier disque de Jessica sous le label Primary Wave, distribué par EMI.
Un seul titre, My Only Wish, a été publié en tant que single promotionnel.

## Historique
Simpson avait quitté la maison de disques Epic Records, et signé un nouveau contrat d'enregistrement. Interviewée par E! News et PopSugar.com, Simpson a révélé être de retour en studio, en train de travailler sur un nouvel album de Noël. Le 15 septembre 2010, il a été annoncé que Simpson a travaillé avec les producteurs de The-Dream et Tricky Stewart dans ses deux prochains albums. Le 12 octobre 2010, Simpson a annoncé avoir terminé l'enregistrement de cet album. Simpson a déclaré que le concept d'un nouvel album de Noël est venu après que PBS lui avait demandé si elle aimerait faire une émission spéciale sur le thème de Noël. Simpson et PBS ont pensé que ce serait une bonne idée de sortir un album avec une émission spéciale vacances. Le spectacle est diffusé à la télévision, le 4 décembre 2010. L'album a été mis à disposition via streaming sur Amazon.com. Elle est également apparue sur The Early Show, Late Night with Jimmy Fallon, Live with Regis and Kelly, Access Hollywood et est apparue lors de la parade Macy's pour Thanksgiving, et l'illumination de l'arbre de Noël du Rockfeller Center.
Dans une interview, Simpson a dit à propos de cet album : "Cet (album) est différent parce qu'il est sous mon contrôle complet, c'est le premier disque que je suis en train de produire sur eleveneleven, qui est ma nouvelle maison de disques" Je pense que c'est génial d'avoir un disque spirituel là-bas pour ma première [sur mon nouveau label] parce que c'est comme ça que j'ai commencé dans le business de toute façon".
Tricky Stewart déclare US Weekly sur sa collabaration : «J'étais très agréablement surpris et heureux dont la façon dont tout est sorti. Elle est un joyau qui ne demande qu'à être redécouvert, il y a donc une possibilité réelle que nous travaillons ensemble de nouveau dans l'avenir. Elle est amusante et légère mais très sérieuse au sujet de son chant. Elle est un peu plus pensive parfois parce qu'elle se met beaucoup de pression sur elle-même. Mais, dans l'ensemble nous avons eu un super moment à faire ce disque! Nous avions du le faire à la vitesse de l'éclair -. nous avons commencé les négociations en octobre, ce qui est vraiment en retard pour un album de Noël mais nous avons pu le faire, il est sorti, et c'est génial - tout le monde l'aimait.".

## Singles
My Only Wish a été publié en tant que single promotionnel. Elle a été promue via l'émission On Air avec Ryan Seacrest et sur le site jessicasimpson.com, le 11 novembre 2010. Le morceau a été écrit par Aaron Pearce, Jessica Simpson et Christopher Stewart. My Only Wish est une chanson d'amour, avec un bon rythme de Noël, aux influences de musique pop et rythmes traditionnels, comportant des notes de batterie et quelques cloches. La chanson a reçu des critiques mitigées de par la critique, qui la compare au single All I Want for Christmas Is You de Mariah Carey. La chanson a réussi à positionner dans le Top 50 des chansons de Noël les plus téléchargées sur iTunes aux États-Unis. La semaine de la sortie de l'album, la chanson peut être téléchargée gratuitement à partir d'iTunes. Le single n'est pas agrémenté de vidéoclip.

## Ventes
L'album se vend à 10 153 exemplaires dès la semaine de sa sortie et débute à la 23e position du Billboard 200 aux États-Unis, devenant l'album de Simpson ayant la plus basse position dès la semaine de sa sortie aux États-Unis. Il débute à la neuvième position du Billboard Independent Albums et atteint la 23e place du classement Top Holiday Albums. L'album s'est vendu à 110 000 exemplaires aux États-Unis et s'est écoulé au total à 500 000 exemplaires, en juin 2012,.

## Liste des titres
| No  | Titre                                                  | Auteur                                             | Producteur(s)                         | Durée |
| --- | ------------------------------------------------------ | -------------------------------------------------- | ------------------------------------- | ----- |
| 1.  | My Only Wish                                           | Aaron Pearce, Christopher Stewart, Jessica Simpson | Pearce, Stewart, Kuk Harrell          | 3:53  |
| 2.  | Here Comes Santa Claus / Santa Claus Is Coming to Town | J. Fred Coots, Haven Gillespie                     | Stewart, Terius Nash, Pearce, Harrell | 3:03  |
| 3.  | O Come O Come Emmanuel                                 |                                                    | Stewart, Nash, Pearce, Harrell        | 4:20  |
| 4.  | I'll Be Home for Christmas (duo avec John Britt)       | Walter Kent, Kim Gannon, Buck Ram                  | Stewart, Nash, Pearce, Harrell        | 4:39  |
| 5.  | Happy Xmas (War Is Over)                               | John Lennon, Yoko Ono                              | Stewart, Nash, Pearce, Harrell        | 3:43  |
| 6.  | Mary Did You Know?                                     | Mark Lowry, Buddy Greene                           | Stewart, Nash, Pearce, Harrell        | 3:27  |
| 7.  | Merry Christmas Baby (duo avec Willie Nelson)          | Johnny Moore, Lou Baxter                           | Stewart, Nash, Pearce, Harrell        | 4:57  |
| 8.  | Kiss Me For Christmas                                  | Nash, Stewart, Simpson                             | Stewart, Nash, Pearce, Harrell        | 4:57  |
| 9.  | Have Yourself A Merry Little Christmas                 | Hugh Martin, Ralph Blane                           | Stewart, Nash, Pearce, Harrell        | 4:04  |
| 10. | Carol Of The Bells                                     | Peter J. Wilhousky, Mykola Leontovych              | Stewart, Nash, Pearce, Harrell        | 3:14  |
| 11. | Jingle Bell Rock                                       | Joe Beal, Jim Boothe                               | Stewart, Nash, Pearce, Harrell        | 2:57  |
| 12. | Silent Night                                           | Franz Xaver Gruber, Joseph Mohr                    | Stewart, Nash, Pearce, Harrell        | 3:49  |

## Classement hebdomadaire
| Chart (2010)          | Peak position |
| --------------------- | ------------- |
| US Billboard 200      | 123           |
| US Top Holiday Albums | 23            |
| US Independent Albums | 9             |

## Personnel
- Cacee Cobb - A&R
- Aaron Pearce - Arrangeur, producteur, programmeur, arrangements cordes, choriste
- Josh Grabelle - Art Direction, Design,
- Steven Dennis, Travis Harrington, Jason Sherwood - Assistant Ingénieur
- Martin Cooke - Assistant Vocal Ingénieur
- Michelle Gayhart - adaptatrice
- Norman Jean Roy - Photo
- John Britt - Interprète
- Willie Nelson - Interprète
- Brian "B-Luv" Thomas - Ingénieur
- Andrew Wuepper - Interprète, Mixeur
- Terius "The-Dream" Nash - Producteur exécutif, Producteur
- C. "Tricky" Stewart - Producteur exécutif, Producteur
- Anibal Rojas - Saxophone ténor
- Tom Hemby, Michael Thompson - Guitare
- Chris Bellman - Mastering
- Ken Oriole - Assistant mixeur
- Wayne Haun - Orchestration, arrangements cordes
- Kuk Harrell - Producteur, ingénieur vocal, producteur vocal
- Christy Hall - Production Coordination
- Jeremy Hunter - Arrangements cordes, ingénieur cordes
- Josh Gudwin - Ingénieur vocal